# Hale
En hale er en forlængelse af rygsøjlen hos samtlige hvirveldyr bortset fra de voksne springpadder, menneskeaber, mennesker og enkelte andre.